# Paul Abine Ayah
Paul Abine Ayah, né en 1950 à Ngali (Akwaya, Cameroun britannique) et mort le 25 décembre 2024 à Buéa, est un juriste et homme politique camerounais.

## Biographie

### Carrière
Paul Abine Ayah est membre de l'Assemblée nationale du Cameroun et du Rassemblement démocratique du peuple camerounais (RDPC), parti au pouvoir. Il rejoint le parti d'opposition People's Action Party (PAP). En août 2007, il est élu président de la Commission des affaires étrangères de l'Assemblée nationale du Cameroun  Il est député du département de la Manyu dans la région du Sud-Ouest. 
Diplômé de l'École nationale d'administration et de magistrature (ENAM) à Yaoundé en 1976, il devient vice-président de la cour d'appel de Buéa, avant de devenir membre de l'Assemblée nationale du Cameroun en 2002. Il est basé à Akwaya, qui est accessible par une route mal entretenue et une piste à pied depuis Mamfé, mais il est plus facile d’y accéder depuis le Nigeria. La région est soumise à des troubles en raison de conflits territoriaux et tribaux. 
En juin 2006, avec d'autres députés, il appelle le gouvernement à enquêter sur des allégations de corruption de haut niveau impliquant l'un de ses ministres, Augustin Frédéric Kodock, à propos du précédent poste de Kodock à la tête du ministère de l'Agriculture. 
En novembre 2007, il apporte son soutien à une loi interdisant les mutilations génitales féminines, qui sont toujours pratiquées par les membres de la tribu Ejagham dans la région qu'il représente en tant que député. Il indique également son soutien à une loi interdisant le mariage pour les enfants. Pour les femmes et les filles, le mariage sans consentement des parents n’est autorisé qu’à 21 ans au Cameroun, et la loi interdit le mariage de filles de moins de 15 ans, sauf avec l’autorisation du président.  Cependant, des mariages dès l'âge de 8 ou 9 ans ont toujours lieu dans le nord du Cameroun. 
Début 2008, Paul Abine Ayah est un critique déclaré des modifications apportées à la Constitution du Cameroun en 2008, qui suppriment les limites de mandats et qui auraient empêché le président Paul Biya de se représenter à la réélection en 2011. Selon Paul Abine Ayah, les changements n'étaient « pas démocratiques » et il ajoute que si le projet de loi était adopté, il « nous ramènerait à 200 ans en arrière ».  Bien qu'il n'ait pas assisté au vote à l'Assemblée nationale et déclaré qu'il n'avait pas procuré son vote, un vote aurait été fait en son nom. 
Le 3 janvier 2011, un an avant la fin de son mandat de député, Paul Abine Ayah démissionne du RDPC et se présente à l'élection présidentielle. Il est ensuite nommé juge siégeant à la Cour suprême du Cameroun. Le 4 mars 2019, il démissionne de ses fonctions de président du PAP. 

### Arrestation et libération
Paul Abine Ayah est arrêté le 21 janvier 2017 pour avoir plaidé en faveur du retour du Cameroun au système fédéral tel qu'il était dans les années 1960.
Il est jugé devant le tribunal militaire de Yaoundé par un autre consortium camerounais anglophone de la société civile (CACSC), désormais interdit et déclaré illégal par le gouvernement camerounais en raison des troubles civils dans les deux régions anglophones du Cameroun. Paul Abine Ayah est libéré de prison par décret présidentiel le 30 août 2017 après avoir passé plus de 8 mois en détention à la prison centrale de Kondengui,.

### Mort
Paul Abine Ayah décède le 25 décembre 2024 à l'âge de 74 ans.